# 卜锡文
卜锡文（1938年—），男，陕西安康人，中国民族音乐学家、教育家，西北师范大学音乐系教授。曾为西北师范大学校歌《我的校园在黄河岸上》谱曲。